# 永岡辰哉
永岡 辰哉（ながおか たつや、1968年 - ）は、オウム真理教の元信者。脱会後、脱カルト運動に携わり、元信者との対話や文筆などに従事した。

## 教団との関わり
高校生時代にマスメディアを通じて阿含宗に触れる。その後、1987年4月、大正大学仏教学部に入学し、インド哲学を専攻。同年9月ごろに出版物を通じてオウム真理教に触れ、セミナー「ポアの集い」で教団の説明を受け、10月に入信。大学を中途退学して1989年8月に出家。在家信徒時代を含む約二年間の教団生活の後、1990年1月、教祖麻原彰晃の街頭での選挙運動中に父親の助けにより教団から逃走、脱会した。
父親の永岡弘行は1989年10月に結成された「オウム真理教被害者の会」の会長を務め、辰哉の脱会後も活動を継続したことから、教団の標的とされ、1995年にVXガスによる襲撃の被害を受けた。

## メディア出演
1989年10月11日、テレビ朝日系列の「こんにちは2時」の特集「息子を返せ!! 父親がオウム真理教教祖を訴え」に麻原や教団幹部（石井久子、上祐史浩、早川紀代秀）とともに出演。被害者の会代表で出演した永岡の父親と対決する形となった。父親は修行に多額の金銭がかかること、全ての遺産をオウム真理教に寄付する生前贈与を強要していること、息子と連絡が取れなくなったことを訴えた。
これに対して永岡は麻原について「一生ついていこうと思った」「言行一致、嘘をつかない人」と述べる一方、これまでの人生における父親への不信感を漏らし、批判を展開した。さらに父親の話した生前贈与の強要は嘘であると反論した。
出演時には女装姿で顔に化粧をしており、これは「男らしさ」のないことを嫌っていた父親へのあてつけであった。

## 脱会後
脱会後しばらくは97年時のインタビューですら「満たされない世代で生きていく意味」など自己中心的で夢の中にいるような話ばかりしており、洗脳から抜けるまで時間を要したが、裁判が進むにつれて洗脳から解けた。
オウム真理教の元信者でつくる「カナリヤの会」に参加。同会の窓口を務める弁護士の滝本太郎の協力を得て脱会者との面談や、現役信徒への脱会の説得活動を行う。
1991年には元幹部の土谷正実が、オウム真理教に反対する両親の依頼を受けた更生施設「仏蓮宗仏祥院」に監禁されていたとき、1ヶ月にわたり教義の矛盾を説いて説得にあたった。
また滝本と共著で『マインド・コントロールから逃れて―オウム真理教脱会者たちの体験』（恒友出版1995）を執筆、刊行。同書は、元信者がオウム真理教との関りを綴るとともにオウム真理教と麻原彰晃の様々な問題を指摘し、信者に向けて脱会を促すものとなっている。